# Wu Weifeng
Wu Weifeng (5 d'agost de 1966) és una esportista xinesa que va competir en judo, guanyadora d'una medalla de bronze al Campionat Mundial de Judo de 1989, i una medalla de plata als Jocs Asiàtics de 1990.

## Palmarès internacional
| Campionat del món | Campionat del món         | Campionat del món | Campionat del món |
| Any               | Lloc                      | Medalla           | Categoria         |
| ----------------- | ------------------------- | ----------------- | ----------------- |
| 1989              | Belgrad ( Iugoslàvia)     | 3                 | –72 kg            |
| Jocs Asiàtics     |                           |                   |                   |
| Any               | Lloc                      | Medalla           | Categoria         |
| 1990              | Pequín ( R.P. de la Xina) | 2                 | –72 kg            |